# Техническая эстетика
Техни́ческая эсте́тика — раздел эстетики, наука о закономерностях технико-эстетического творчества: конструирования и проектирования. Теоретическая основа дизайна; научная дисциплина, изучающая социокультурные, технические и эстетические проблемы формирования гармоничной предметной среды, окружающей человека.
В границах технической эстетики изучают предмет, методы и методику гармонизации отношений в системе «человек — предмет — среда». Техническая эстетика как научная дисциплина изучает социальные, эстетические, функциональные, эргономические и технико-технологические аспекты формирования предметной среды в разных сферах деятельности людей и поэтому составляет научно-методическую основу дизайна как способа «продолжения человека в вещах».

## Структура и задачи технической эстетики как науки и методической системы
Термин «техническая эстетика» ввёл 1954 году чешский дизайнер П. Тучны. Он обозначил им теорию конструирования орудий и средств производства, научных методов улучшения условий труда на основе данных физиологии и антропометрии. Этот термин был принят в СССР, но вначале ошибочно связан с понятием общей культуры производства. Им стали обозначать не теорию дизайна, а практику, связанную с повышением культуры производства средствами технико-эстетического конструирования. Позднее термин «техническая эстетика» был критически переосмыслен и его стали употреблять в ином значении — общей теории технического творчества в промышленности.
Техническая эстетика изучает принципы и методы конструирования и художественного проектирования, проблемы профессионального творчества и мастерства художника-конструктора (дизайнера).
Техническая эстетика включает множество научных направлений, школ, концепций и методик, возникавших в процессе её становления и развития. Научную часть технической эстетики составляют основы социокультурных знаний, история эстетических учений, теория систем, эргономика, антропометрия, теория формообразования, колористика, эвристика (наука о творческом мышлении), материаловедение. Методика технической эстетики предполагает следующие разделы: структурообразование и организация творческого процесса дизайнера, морфология проектирования, методика комбинаторного и композиционного поиска, методика моделирования предметных и пространственных систем, методика оформления проектного задания и подачи проекта. Основы теории и методики художественного проектирования изучают в специальных учебных заведениях в рамках пропедевтических курсов. Отдельным разделам посвящают специальные курсы

## История возникновения и развития
Идеи технической эстетики зародились в первой половине XIX в., задолго до появления дизайна. В 1805 г. появилась статья французского писателя Т.-Б. Эмерик-Давида «О влиянии живописи на художественную промышленность».
В 1826 г. американская Академия изящных искусств была переименована в Национальную Академию дизайна.
В 1849 г. в Лондоне стал выходить журнал «Journal of Design», его издавал художник и теоретик, инициатор проведения первой Всемирной выставки 1851 г. в Лондоне и первый директор Южно-Кенсингтонского музея, сэр Генри Коул. Именно он в 1845 году предложил термин «промышленное искусство» (англ. Industrial Art).
Английский теоретик искусства Дж. Рёскин (Раскин), основав в 1869 г. «Гильдию Св. Георгия», обозначил труд средневековых мастеров словом «дизайн», подразумевая постижение с помощью ручной, ремесленной работы «естественной, природной красоты». Мастеров же, связанных с машинным производством, Рёскин заклеймил презрительным словечком «трикстер» (англ. trickster — «обманщик, мошенник»), поскольку такие мастера в те годы маскировали истинную суть вещей стилизацией и поверхностным декорированием. Рёскин подчеркивал: поспешно создаваемое поспешно и погибает; дешевое в итоге оказывается самым дорогим; искусство бытовых вещей — основополагающее в иерархии искусств; машинное производство калечит изготавливаемую вещь, её производителя и потребителя. Рёскин предложил ретроспективную утопию: вернуться от дешевого машинного производства недоброкачественных товаров к ремесленному ручному труду. Эту идею поддержал английский художник, писатель, теоретик искусства, издатель, публицист и политический деятель У. Моррис, пытавшийся создать современное производство наподобие средневековых гильдий, основанное на ручном труде художника: «Искусства и ремёсла» («Arts and Crafts»).
В 1850-х годах началась активная публицистическая и научная деятельность архитектора Готфрида Земпера по созданию эстетической теории, объединяющей закономерности формообразования в архитектуре, изобразительном искусстве и художественных ремёслах (слово «дизайн» Земпер не использовал). В незавершённом труде «Стиль в технических и тектонических искусствах», или «Практическая эстетика» («Praktische Aesthetik») (издан в двух томах в 1860 и 1863 годах) Земпер стремился разработать «практическую теорию», позволяющую преодолеть пагубное разделение искусства на «высокие» и «низкие» жанры, идеалистические устремления и материальную сторону творчества, проектирование (утилитарное формообразование) и последующее украшение изделий. Земпер утверждал, что архитектура и другие виды искусства произошли из художественных ремесел («Das Kunstgewerbe»), они имеют общую природу (последовательное преображение утилитарной функции) и динамику развития: от утилитарности к художественности.
По Земперу, любая эстетически преображённая форма определяется:
1. функцией;
2. материалом;
3. технологией изготовления;
4. идеологическими установками общества.

Немецкий инженер Ф. Рёло в книге «О стиле в машиностроении» (1862) выступил за полноценное взаимодействие искусства и техники и за внедрение архитектурных стилей в машиностроение. Бельгийский архитектор, теоретик и педагог Анри ван де Велде в 1900—1920-х годах выступал за гармоничное единство технического и художественного формообразования, целесообразность и логику, «практическую и разумную красоту». Немецкий архитектор и теоретик Герман Мутезиус высказывался за «охудожествление» технических изделий, а художественный советник концерна «AEG» Петер Беренс, один из основателей германского Веркбунда (1907), впервые осуществил полный стилевой ребрендинг промышленного предприятия.
В Германии, в Ваймаре, в 1919 году архитектор Вальтер Гропиус основал первую художественно-промышленную школу «Баухаус».
В 1934 г. в Музее Метрополитен (Нью-Йорк) состоялась выставка «Современное промышленное искусство» («Contemporary Industrial Art»). В том же году в Музее современного искусства в Нью-Йорке прошла выставка «Машинное искусство» («Machine Art»).
В 1934 г. Г. Рид опубликовал книгу «Искусство и промышленность», Л. Мамфорд — работу «Техника и цивилизация», Дж. Глоаг — «Объяснение промышленного искусства» (Industrial Art Explained).
В 1936 г. вышел капитальный труд Н. Певзнера «Пионеры современного дизайна. От Уильяма Морриса до Вальтера Гропиуса». Затем последовали иные работы Л. Мамфорда, Н. Певзнера, статьи и книги Дж. Глоага, В. Гропиуса, Ле Корбюзье и многих других.
В 1938 г. Г. Дрейфус основал Американский институт дизайна, а в 1944 г. вместе с У. Д. Тигом и Р. Лоуи — Общество промышленных дизайнеров Америки. В 1944 г. создан «Британский Совет по технической эстетике».
В 1928 году в Милане выдающимся итальянским дизайнером и теоретиком Джио Понти основан журнал по вопросам теории и практики архитектуры и дизайна «Домус» (Domus). Важную роль играли журналы «Modo», «Casabella».
В 1955—1989 годах в Варшаве на трех языках (английском, немецком и польском)выходил журнал «Проект».
Создателями технической эстетики были практикующие дизайнеры: Дж. Нельсон, Б. Мунари, Ф. Кислер, К. Моллино, И. Ногучи, П. Форназетти. Во второй половине XX века: М. Беллини, Э. Мари, А. Мендини, А. Бранци, Э. Соттсасс, Ф. Старк. Можно сказать, что весь XX век прошел под знаком дизайна.
В 1949 году основана Высшая школа формообразования в Ульме (Германия), наследовавшая основные идеи Баухауса. Её ректорами были выдающиеся теоретики и практики дизайна: Макс Билл (1953—1956) и Томас Мальдонадо (1957—1961). Концепция Мальдонадо сводилась к следующему: дизайн не является искусством в традиционном смысле слова, а представляет собой проектный ответ человека на вызов стремительно изменяющейся окружающей среды. Поэтому дизайн-проектирование имеет двойственное содержание: гармония природы воздействует на человека, а человек отвечает природе гармонией формообразования, в основе которого лежит исключительно рациональное начало. Предмет потребления никогда не станет искусством в традиционном смысле, а промышленный дизайн, как и современная архитектура, не является художественным творчеством.

## В СССР/России
В России в начале XX в. возникают идеи единства искусства и техники, красоты самого производственного предприятия (См.: Страхов. 1906), отказа от украшательства в продуктах промышленности, органического слияния в них пользы, функции и красоты (См.: Энгельмейер. 1910; Столяров. 1910).
В 1920 г. был образован ВХУТЕМАС (Всесоюзные художественно-технические мастерские), где А. Родченко, В. Татлин, Л. Лисицкий, М. Гинзбург, И. Леонидов разрабатывали идеи «производственного искусства», дизайна и технической эстетики.
В феврале 1945 года, за три месяца до окончательной победы над фашистской Германией, правительство СССР по предложению специальной комиссии приняло постановление, в котором говорилось, что «в целях подготовки высококвалифицированных кадров для художественной промышленности и восстановления разрушенных войной городов и памятников искусства» воссоздаются Московское высшее художественно-промышленное училище (МВХПУ, бывшее Строгановское училище технического рисования) и Ленинградское высшее художественно-промышленное училище (ЛВХПУ, бывшее Училище технического рисования барона Штиглица). Из боязни употребить буржуазный термин долгое время вместо слова «дизайн» использовали «художественное конструирование» и «промышленное искусство». 

В 1957 году при Союзе художников СССР в Москве был основан журнал «Декоративное искусство СССР» («ДИ СССР»). В его компетенцию входило обсуждение вопросов истории, теории и практики народного, декоративно-прикладного, монументально-декоративного, оформительского искусства и дизайна. Главным редактором журнала стал художник-оформитель, живописец и декоратор Михаил Филиппович Ладур. Одним из инициаторов создания и заместителем главного редактора журнала, фактически его руководителем, был философ и теоретик искусства Карл Моисеевич Кантор. После распада СССР в 2012 г. журнал возрожден под названием «Декоративное искусство» («ДИ»).
Среди отечественных теоретиков наиболее известны В. Р. Аронов, Н. В. Воронов, О. В. Генисаретский, В. Л. Глазычев, Л. А. Жадова, А. В. Иконников, К. М. Кантор, Е. Н. Лазарев, В. Ю. Медведев, Г. Б. Минервин, В. О. Родин, Е. А. Розенблюм, В. Ф. Сидоренко. Основными центрами развития технической эстетики и отечественного дизайна середины и второй половины XX века были ВНИИТЭ (Всесоюзный научно-исследовательский институт технической эстетики) с отделениями и творческими лабораториями «художественного конструирования» (устаревший термин), МВХПУ и ЛВХПУ, Сенежская студия художественного проектирования.

### ВНИИТЭ
В 1962 г. опубликовано постановление Совета Министров СССР «Об улучшении качества продукции машиностроения и товаров культурно-бытового назначения путем внедрения методов художественного конструирования». Основным разработчиком постановления был известный дизайнер Юрий Борисович Соловьёв (1920—2013). В Москве был создан ВНИИТЭ (Всесоюзный научно-исследовательский институт технической эстетики) на территории ВДНХ, с филиалами в Ленинграде, Киеве, Вильнюсе, Минске и других городах. Первым директором московского ВНИИТЭ в 1962—1987 гг. также стал Соловьёв.
Были созданы отраслевые СХКБ (Специальные художественно-конструкторские бюро), а также проектные бюро и лаборатории на промышленных предприятиях.
В 1965 г. состоялись Первая всесоюзная выставка и конференция по художественному конструированию.
В 1964—1992 гг. выходил специализированный бюллетень, а затем журнал «Техническая эстетика». Главным редактором журнала в 1964—1988 годах был Ю. Б. Соловьёв, основатель и первый председатель Союза дизайнеров СССР (1987—1990).
С 1969 г. Соловьёв также был вице-президентом, а в 1977—1980 гг. президентом Международного совета обществ промышленного дизайна (ICSID).

### Новые концепции и школы
В 1974 г. в ЛВХПУ им. В. И. Мухиной Е. Н. Лазарев создал экспериментальный учебный курс (ЭУК) и учебную группу системного дизайна, а в 1986 г. организовал кафедру системного и программного дизайна. Основной задачей экспериментальной программы ЛВХПУ стало не проектирование отдельных вещей, а «гармоничное структурирование предметного и процессуального аспектов систем человек — предмет — среда». Соответственно, предметом дизайн-деятельности считалось «гармоничное структурообразование»; объекты такой деятельности «могут весьма различаться — от отдельной вещи, обретающей дизайнерские, технико-эстетические свойства, до системы (программы) деятельности, получающей свойства аналогичного характера». Системности достигали «методом дизайн-программирования». Согласно концепции Е. Н. Лазарева, поскольку «как в реальной практике, так и в теоретических изысканиях дизайн всегда выступает как метод перевода идеальных заданий в материальные установки», то дизайн — «не какой-либо самостоятельный вид деятельности, а этап, причем достаточно универсальный, всякой деятельности».
Другим центром «художественного проектирования» стала Сенежская студия на севере Московской области, на восточном берегу Сенежского озера. В 1945—1991 гг. в этом месте действовал Всесоюзный Дом творчества Союза художников СССР. В 1964 г. в Доме творчества была создана экспериментальная студия «Сенеж» под руководством Е. А. Розенблюма и К. М. Кантора. Работа студии была связана с философской концепцей Г. П. Щедровицкого, одного из основателей Московского логического кружка (1952). Щедровицкий разрабатывал идею самоопределения методологии «как общей рамки всей жизнедеятельности людей» и «теоретико-деятельностного подхода» к проектированию. Он предложил новую форму организации «коллективного проективного мышления» — организационно-деятельностные игры (ОДИ). Участники создавали проекты и модели, предполагающие постоянную трансформацию. Исследовали методику и технику изменений, завершенность не имела значения. Только что созданное признавалось устаревшим и подвергалось разрушению. Творческая личность архитектора-проектировщика также не имела того значения, которое ей придавалось раньше. Это было в полной мере коллективное творчество, и формообразование как «длящаяся система». В дальнейшем в различных научных и методических центрах, вузах и творческих мастерских разрабатывались новейшие концепции средового дизайна, концептуального дизайна, нон-дизайна, или невещественного дизайна общественных отношений, акторно-сетевой теории, тотального дизайна прогнозирования социальных ситуаций.